# Ozarba semipurpurea
Ozarba semipurpurea är en fjärilsart som beskrevs av George Francis Hampson 1902. Ozarba semipurpurea ingår i släktet Ozarba och familjen nattflyn. Inga underarter finns listade i Catalogue of Life.